# Адамс (Иллинойс)
Адамс (англ. Adams) — невключённая территория в округе Адамс (штат Иллинойс, США). Располагается в 21 километре к юго-востоку от Куинси.